# Bridget Riley
Bridget Louise Riley (West Norwood, Londres, 24 d'abril de 1931) és una pintora anglesa, figura destacada del moviment artístic de l'Op Art, o art òptic. Va crear complexes configuracions de formes abstractes dissenyades per explorar les potencialitats dels efectes òptics.

## Primers anys
Riley va estudiar al Goldsmiths College de Londres entre els anys 1949-1952, on es va especialitzar en dibuix, i més tard a la Royal Academy. Després de treballar alguns anys en l'ensenyament i en la publicitat, a partir de mitjans de la dècada dels seixanta es va dedicar plenament a la creació artística.

## Carrera artística
Després d'una primera etapa puntillista a finals de la dècada de 1950, influïda pel postimpressionista francès Georges Seurat, Riley va experimentar cap a 1960 amb una pintura de grans superfícies de colors plans, abans de realitzar nombroses obres en blanc i negre entre 1961 i 1965. En la seva segona etapa, es va concentrar en la creació de sèries de formes geomètriques, subtilment diferents en grandària i forma per aconseguir un remarcat sentit de moviment, tal com es pot apreciar a La Caiguda (1963, Londres). A finals de la dècada de 1960 Riley va experimentar amb un altre tipus de mecanismes òptics, pintant línies amb colors purs complementaris, en què la juxtaposició afectava la percepció brillant dels colors individuals.
Durant la dècada de 1970 va augmentar la seva gamma de colors, incloent tant el negre com el blanc. Malgrat el seu alt grau d'abstracció, les obres de Riley tracten d'evocar la seva pròpia experiència visual del món, cosa que es pot comprovar, per exemple, en les sèries de pintures que va realitzar el 1980 després d'un viatge a Egipte.
La importància de Riley es deu, sobretot, a la seva contribució al desenvolupament de l'Op Art, a més d'influir en el treball d'altres artistes. Per a algunes obres es va valer de diferents assistents que van completar moltes de les seves pintures seguint els seus dissenys i instruccions meticuloses, amb dibuixos preparatoris i tècniques de collage, un fet propi de la major part de l'art de finals del segle xx, en què l'element conceptual del treball artístic arriba a ser més rellevant que la qualitat individual de la seva execució.

## Exposicions
Al 1966 exposà al MOMA de Nova York i al 1968 fou seleccionada per representar el seu país en la XXXIV Biennal de Venecia. Al 1971 exposaria a la Galeria Hayward. També al 2003 es va presentar a la Tate Britain de Londres una mostra de la seva obra.
Al 2019 va realitzar una exposició retrospectiva a la Hayward Gallery de Londres, amb més de dos-cents treballs i cinquanta pintures clauː els primers estudis, dels anys cinquanta, abans que evolucionés cap al seu propi estil, el d'una pintura en què, més enllà de l'abstracció de corbes i diagonals, hi subjau l'interès per la llum, el paisatge i la natura.